# Вологі ліси Малабарського узбережжя
Вологі ліси Малабарського узбережжя (ідентифікатор WWF: IM0124) — індомалайський екорегіон тропічних та субтропічних вологих широколистяних лісів, розташований на прибережних рівнинах на південному заході Індії.

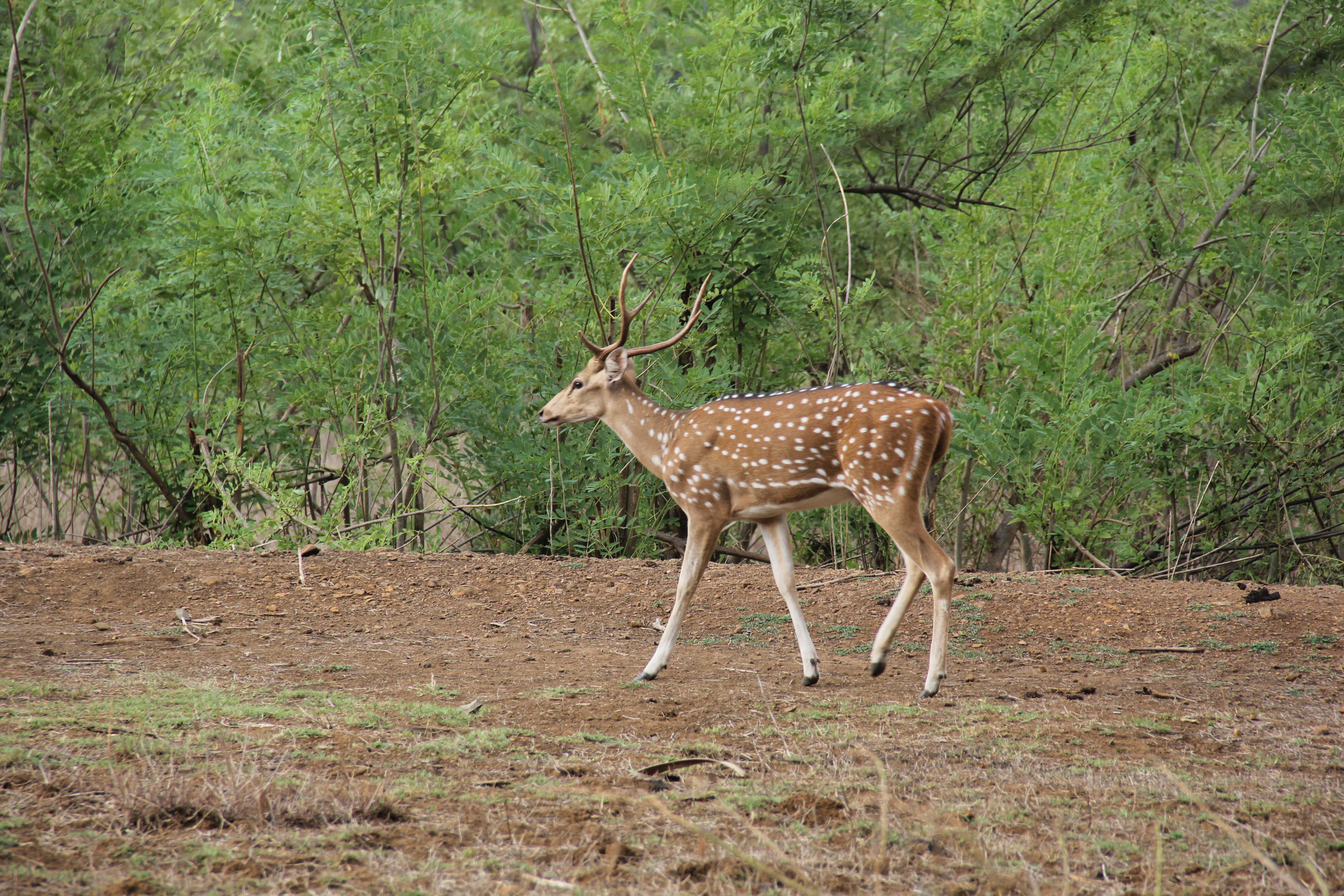
Аксис (Axis axis) в Національному парку Національний парк Санджай-Ганді

## Географія
Екорегіон вологих лісів Малабарського узбережжя охоплює території Конкану і Малабарського узбережжя, вузьку смугу земель, розташованих між Аравійським морем і гірським хребтом Західних Гат. Він простягається на 1400 км з північного заходу на південний схід, від північної Махараштри через Гоа, Карнатаку і Кералу до Каньякумарі на крайньому півдні Тамілнаду. 
Висота екорегіону коливається від 0 до 250 м над рівнем моря. На сході він переходить у вологі листяні ліси Північно-Західних Гат та у вологі листяні ліси Південно-Західних Гат.
Територія екорегіону є досить густонаселеною. В його межах розташовані деякі великі міста, зокрема Мумбаї в Махараштрі, Мормугао та Маргао в Гоа, Мангалуру в Карнатаці та Тіруванантапурам, Кочі і Кожікоде в Кералі.

## Клімат
В межах екорегіону переважає мусонний клімат (Am за класифікацією кліматів Кеппена). Високі Західні Гати перехоплюють вологу південно-західних мусонів, які дмуть з червня по вересень, формуючи орографічні опади. Середньорічна кількість опадів в екорегіоні становить 2500 мм. На півдні екорегіону випадає більше опадів, ніж на півночі, і в них більш виражена сезонність.

## Флора
Первинний рослинний покрив екорегіону був представлений вічнозеленими вологими лісами, в яких зустрічалися деякі листопадні породи дерев, особливо у найбільш посушливих районах. Внаслідок антропогенного тиску в лісах регіону наразі переважають тикові дерева (Tectona grandis), які скидають листя під час зимового сухого сезону.
Серед інших дерев, що ростуть в лісах екорегіону, слід відзначити голоцвітий тетрамелес (Tetrameles nudiflora), жовте зміїне дерево (Stereospermum colais), двонектарникове смердюче дерево (Dysoxylum gotadhora), жилкуватий фікус (Ficus nervosa), червоний річковий фікус (Ficus racemosa), сумчастий птерокарпус (Pterocarpus marsupium), малабарське бавовняне дерево (Bombax ceiba), беллірійську терміналію (Terminalia bellirica), еліптичну терміналію (Terminalia elliptica), широколистий аногейсус (Anogeissus latifolia), широколисту дальбергію (Dalbergia latifolia), індійський ясен (Lannea coromandelica), довголисту мадуку (Madhuca longifolia), перисту гаругу (Garuga pinnata), джамболан (Syzygium cumini), дводомну маслину (Olea dioica), волохате залізне дерево (Xantolis tomentosa), туполисті бріделії (Bridelia retusa), вузьколисту актінодафну (Actinodaphne angustifolia) та різні види мангових дерев (Mangifera spp.). В підліску цих лісів ростуть невисокі дерева, зокрема індійські коралові дерева (Erythrina variegata), малабарські лакові дерева (Butea monosperma), непальські індигові дерева (Wrightia tinctoria), червоні баугінії (Bauhinia racemosa), зізіфуси чунна (Ziziphus rugosa) та чагарники, зокрема кущові вудфордії (Woodfordia fruticosa), рідкоцвіті мейни (Meyna laxiflora), дикі каранди (Carissa spinarum) і різні види флакуртії (Flacourtia spp.).
У посушливих районах уздовж північного узбережжя Карнатаки ростуть листяні ліси, де переважають дрібноцвіті лагерстромії (Lagerstroemia microcarpa), тикові дерева (Tectona grandis) та п'ятистовпчикові ділленії (Dillenia pentagyna). В деяких прибережних районах зустрічаються заболочені ліси, де переважають різні види мускатників (Myristica spp.). Наразі ці ліси переважно знищені і перетворені на плантації кокосових пальм та горіхів арека.

## Фауна
В межах екорегіону зустрічається близько 97 видів ссавців. Серед поширених в регіоні ссавців слід відзначити гаура (Bos gaurus), гірського куона (Cuon alpinus), індійську макаку (Macaca radiata) та ведмедя-губача (Melursus ursinus). Раніше в екорегіоні були поширені індійські слони (Elephas maximus) та бенгальські тигри (Panthera tigris tigris), однак наразі їх популяції значно скоротилися або повністю вимерли. Серед дрібних ссавців, поширених в регіоні, слід відзначити сірого стрункого лорі (Loris lydekkerianus), бурого мусанга (Paradoxurus jerdoni) та великохвосту велетенську білку (Ratufa macroura). 
Ендеміком регіону є керальський пацюк (Rattus ranjiniae). Також в регіоні мешкають деякі майже ендемічні ссавці, які окрім лісів Малабарського узбережжя, зустрічаються і у вологих лісах Західних Гат. Серед таких ссавців слід відзначити тамільських сункусів (Suncus dayi), чорноногих лангурів (Semnopithecus hypoleucos), великоплямистих цивет (Viverra civettina) та траванкорських білок-летяг (Petinomys fuscocapillus).
У межах екорегіону зустрічається близько 280 видів птахів. Серед поширених в екорегіоні птахів слід відзначити індійських флоріканів (Sypheotides indicus), рожевокрилих фламінго (Phoenicopterus roseus), індійських токо (Ocyceros birostris), дворогих гомраїв (Buceros bicornis), а також майже ендемічних малабарських токо (Ocyceros griseus) та малабарських посмітюх (Galerida malabarica).

## Збереження
Оцінка 2017 року показала, що 1251 км², або 4 % екорегіону, є заповідними територіями. Природоохоронні території включають:
- Національний парк Санджай-Ганді[en], Махараштра (50 км²)
- Національний парк Моллем, Гоа (150 км²)
- Природний заповідник Пічі-Важані[en], Керала (100 км²)
- Природний заповідник Пхазад[en], Махараштра
- Пташиний заповідник Кумараком[en], Керала